# 88 Thisbe
Thisbe /ˈθɪzbiː/ (định danh hành tinh vi hình: 88 Thisbe) là một trong các tiểu hành tinh lớn nhất ở vành đai chính. Nó được Christian H. F. Peters phát hiện ngày 15 tháng 6 năm 1866, và được đặt theo tên Thisbe, nữ anh hùng trong truyền thuyết La Mã cổ đại. Một lần tiểu hành tinh này che khuất một ngôi sao đã được quan sát vào ngày 7 ngày 10 năm 1981, chỉ cho thấy là nó có đường kính lớn hơn trông đợi là 232 km.

## Sự nhiễu loạn
Thisbe đã bị nhiễu loạn bởi tiểu hành tinh 7 Iris và năm 2001 Michalak ước tính nó có khối lượng là 1,5×1019 kg. Nhưng 7 Iris cũng bị nhiễu loạn nặng bởi nhiều tiểu hành tinh khác, chẳng hạn như 10 Hygiea và 15 Eunomia.
Năm 2008, Baer ước tính Thisbe có khối lượng là 1,05×1019 kg. Vào năm 2011, Baer đã sửa đổi con số này thành 1,83 × 1019 kg với độ không đảm bảo là 1,09 × 1018 kg.